# Archivio di Stato (Italia)
L'Archivio di Stato, in Italia, è un archivio le cui competenze consistono nella conservazione e sorveglianza del patrimonio archivistico e documentario di proprietà della Repubblica Italiana in un determinato territorio e nella sua accessibilità alla pubblica e gratuita consultazione. In Italia sono 101 e sono amministrati dalla Direzione generale Archivi. L'archiviazione nazionale a livello centrale è invece effettuata dall'Archivio Centrale dello Stato.

## Storia

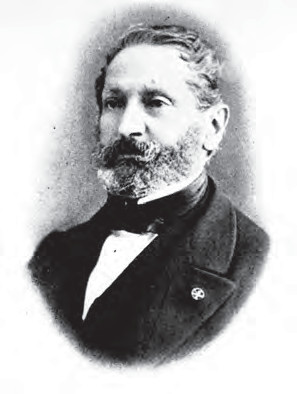
Luigi Osio, direttore dell'Archivio di Stato di Milano dal 1851 al 1873

Con la formazione del Regno d'Italia, all'interno dello stato era presente una situazione variegata di istituti archivistici derivati dalle cessate amministrazioni e con archivi in parte dipendenti dal Ministero dell'interno e in parte dal Ministero della pubblica istruzione.
Tale situazione fu ancora più complicata con le successive acquisizioni di Mantova e Venezia nel 1866 e di Roma nel 1870. Con decreto del 15 marzo 1870, fu istituita dai ministri dell'Interno e della Pubblica Istruzione una commissione sul riordino degli Archivi di Stato, presieduta dal senatore Luigi Cibrario; la relazione della commissione, consegnata il 13 aprile, suggerì l'accorpamento degli archivi sotto la dipendenza del Ministero dell'Interno (con maggioranza di un solo voto) e l'istituzione di nove sovrintendenze; allegò anche un'indicazione dei costi dei servizi e uno schema di regolamento per gli archivi. Nel 1874 venne applicata tale unificazione, venne poi creato il Consiglio degli Archivi come organo consultivo del Ministero dell'Interno, vennero istituite le Sovrintendenze archivistiche e le “scuole di paleografia e dottrina archivistica” presso i principali archivi. Sempre nel 1874 furono stabilite le province di competenza delle dieci Sovrintendenze (aggiungendo Roma).
Nel 1875 fu promulgato un regolamento che normava le carriere, la consultazione, la copia e l'autenticazione dei documenti e venne istituito anche l'Archivio Centrale del Regno, per la conservazione della documentazione di interesse storico prodotta dell'amministrazione centrale dello stato (poi denominato Archivio Centrale dello Stato)Tra il 1874 e il 1892 furono creati altri Archivi di Stato a Bologna, a Massa e a Reggio Emilia. Nel 1911 fu promulgato un nuovo regolamento, che riprendeva le disposizioni del 1875, ma più dettagliatamente ed estesamente; fu lievemente modificato nel 1916.
Per diversi anni poi il numero degli Archivi di Stato rimase stabile; solo nel 1926 furono creati gli Archivi di Stato a Trento e a Trieste (con due sezioni a Bolzano e a Fiume). L'Archivio di Stato di Bolzano fu poi istituito nel 1930.
Un'inchiesta sulla situazione degli Archivi di Stato venne condotta nel 1927 da Mario Ferrigni per il Corriere della Sera, mettendo in luce i problemi delle diverse sedi e, nell'articolo conclusivo dell'inchiesta, dell'amministrazione archivistica in generale. Seguì sullo stesso giornale un articolo di Alessandro Luzio.
Nel 1932 gli archivi provinciali, che dal 1866 erano soggetti alle province, vennero inseriti tra gli archivi statali prendendo il nome di Archivi provinciali di Stato: Agrigento, L’Aquila, Avellino, Bari, Caltanissetta, Campobasso, Catania, Catanzaro, Chieti, Cosenza, Foggia, Lecce, Messina, Potenza, Reggio Calabria, Salerno Siracusa, Teramo e Trapani; l'Archivio di Caserta, a causa della soppressione della provincia, era diventato sezione dell'Archivio di Stato di Napoli. Gli archivi di Trani e Lucera divennero sezioni degli archivi di Bari e di Foggia.
La riforma del 1939 previde l'istituzione, in ogni provincia italiana, di un Archivio di Stato o una Sezione di Archivio di Stato, come stabilito nelle tabelle in allegato alla stessa legge, e del carico sulle province delle spese per la manutenzione e ammobiliamento degli stesso. Dal 1960 tutti i costi degli archivi sono passati allo Stato.
Con successiva riforma del 1963, tutti gli istituti stabiliti nei capoluoghi di provincia assunsero il nome di Archivio di Stato; venne istituito, inoltre, il Consiglio superiore degli archivi presso il Ministero dell'interno, vennero modificate le norme per il personale, il restauro e per la riproduzione dei documenti. A partire dal 1974 gli Archivi di Stato iniziarono a dipendere dal neo-costituito Ministero dei beni culturali e ambientali invece che dal Ministero dell'interno.

## Organizzazione
Gli Archivi di Stato sono coordinati dal Ministero della cultura, già Ministero per i beni e le attività culturali, in particolare dalla Direzione generale Archivi. Dal punto di vista tecnico-scientifico dipendono dalla Direzione generale Archivi del ministero.
In quasi tutti i capoluoghi di provincia è presente un Archivio di Stato; essi sono archivi di concentrazione.

## Competenze e funzioni
Gli Archivi di Stato italiani sono in tutto 100 e le loro finalità sono:
- conservazione, tutela e valorizzazione del patrimonio documentario degli organi periferici dello Stato (ad es.: Prefetture, Questure, Direzioni Regionali dei ministeri, ecc.), ossia tutti gli uffici dipendenti direttamente dai ministeri;
- i documenti degli organi giudiziari e amministrativi dello Stato non più occorrenti alle ordinarie esigenze del servizio e acquisiti ai sensi dell'articolo 41 del Codice dei Beni Culturali e del Paesaggio;
- tutti gli altri archivi e singoli documenti che lo Stato abbia in proprietà o in deposito per disposizione di legge o per altro titolo;
- esercitano la sorveglianza mediante la partecipazione alle commissioni istituite (ai sensi dell'art. 41 del Codice) sugli archivi correnti e di deposito degli organi amministrativi e giudiziari dello Stato e sulla gestione dei flussi documentali, qualunque ne sia il supporto, anche in base alla normativa vigente in materia di riproduzione sostitutiva di documenti digitali e gestione elettronica dei documenti;
- esplicano funzioni relative al trattamento e la comunicazione dei documenti riservati;
- svolgono attività di promozione;
- curano lo studio, la ricerca, l'ordinamento, l'inventariazione, la riproduzione e conservazione dei documenti conservati.

Presso gli Archivi di Stato sono conservati gli incartamenti prodotti dalle amministrazioni degli Stati pre-unitari. 
A differenza degli Archivi di Stato le Soprintendenze Archivistiche, presenti in ogni regione con sede nel capoluogo, si occupano della vigilanza sulla corretta conservazione e tutela degli archivi degli enti pubblici territoriali (regioni, provincie e comuni) e non territoriali (INPS, Camere di commercio, ASL, Banca d'Italia, ecc.) e quelli privati dichiarati bene culturale.
Il nome tecnico della sua mansione di controllo è "sorveglianza" (in un'accezione che vuole portare anche alla valorizzazione della documentazione). In diciassette archivi di Stato italiani hanno sede anche le Scuole di archivistica, paleografia e diplomatica; esse hanno come obbiettivo la formazione professionale del personale scientifico in servizio presso l'amministrazione archivistica e di tutti coloro che desiderano intraprendere la professione di Archivista.
Le Sezioni di Archivio di Stato sono trentacinque (la legge stabilisce un numero massimo di quaranta): sono istituzioni analoghe agli Archivi di Stato, ma poste in un comune non capoluogo, e subordinate all'Archivio di Stato del capoluogo. Si tratta di archivi formatisi storicamente con una rilevante qualità e quantità e che, secondo il principio della pertinenza territoriale, sarebbe sconsiderato trasferire altrove poiché strettamente legati al territorio dove hanno sede.

## Sedi
Gli archivi di Stato in Italia sono 100, tutti collocati in altrettanti dei 112 capoluoghi delle 107 province italiane.
A questi si aggiungono 35 sezioni di archivi di Stato in possesso di un patrimonio documentario importante e non trasferito presso la sede dell'archivio di Stato da cui dipendono. Secondo il principio della "pertinenza territoriale", infatti, sarebbe sconsiderato trasferire altrove tali archivi, poiché sono strettamente legati al territorio in cui hanno sede.
Si riporta qui la dizione originaria del nome degli archivi ("Regio Archivio di Stato in ...").
| Archivio           | Archivio                                        | Direttore nel 1861                                   | Dipendente da | Dipendente da | Dipendente da | Dipendente da | Dipendente da |
| Archivio           | Archivio                                        | Direttore nel 1861                                   | 1861          | 1866          | 1871          | 1874          | 1932          |
| ------------------ | ----------------------------------------------- | ---------------------------------------------------- | ------------- | ------------- | ------------- | ------------- | ------------- |
|                    | R. Archivio di Stato in Torino                  | Celestino Combetti                                   | Interno       | Interno       | Interno       | Interno       | Interno       |
|                    | R. Archivio di Stato in Genova                  | Marcello Cipollina                                   | Interno       | Interno       | Interno       | Interno       | Interno       |
|                    | R. Archivio di Stato in Cagliari                | Girolamo Azuni                                       | Interno       | Interno       | Interno       | Interno       | Interno       |
|                    | R. Archivio di Stato in Milano                  | Luigi Osio                                           | Interno       | Interno       | Interno       | Interno       | Interno       |
|                    | R. Archivio di Stato in Brescia                 | Pietro Zapelli                                       | Interno       | Interno       | Interno       | Interno       | Interno       |
|                    | R. Archivio di Stato in Modena                  | Giuseppe Campi                                       | Interno       | Interno       | Interno       | Interno       | Interno       |
|                    | R. Archivio di Stato in Parma                   | Amadio Ronchini                                      | Interno       | Interno       | Interno       | Interno       | Interno       |
|                    | R. Archivio di Stato in Mantova                 | —                                                    | —             | Istruzione    | Istruzione    | Interno       | Interno       |
|                    | R. Archivio di Stato in Venezia                 | —                                                    | —             | Istruzione    | Istruzione    | Interno       | Interno       |
|                    | R. Archivio di Stato in Roma                    | —                                                    | —             | —             | Interno       | Interno       | Interno       |
| Archivi toscani    | Archivi toscani                                 | sovrintendente generale Francesco Bonaini            |               |               |               |               |               |
|                    | R. Archivio di Stato in Firenze                 | Gaetano Milanesi                                     | Istruzione    | Istruzione    | Istruzione    | Interno       | Interno       |
|                    | R. Archivio di Stato in Lucca                   | Salvatore Bongi                                      | Istruzione    | Istruzione    | Istruzione    | Interno       | Interno       |
|                    | R. Archivio di Stato in Siena                   | Filippo Luigi Polidori                               | Istruzione    | Istruzione    | Istruzione    | Interno       | Interno       |
|                    | R. Archivio di Stato (di Santo Stefano) in Pisa | Giovanni Colombini                                   | Istruzione    | Istruzione    | Istruzione    | Interno       | Interno       |
| Archivi napoletani | Archivi napoletani                              | sovrintendente generale Francesco Trinchera          |               |               |               |               |               |
|                    | R. Archivio di Stato in Napoli                  | Francesco Lattari                                    | Istruzione    | Istruzione    | Istruzione    | Interno       | Interno       |
|                    | Archivi provinciali napoletani                  | —                                                    | Istruzione    | Province      | Province      | Province      | Interno       |
| Archivi siciliani  | Archivi siciliani                               | sovrintendente generale reggente Benedetto Castiglia |               |               |               |               |               |
|                    | R. Archivio di Stato in Palermo                 | Domenico Bracci                                      | Interno       | Interno       | Interno       | Interno       | Interno       |
|                    | Archivi provinciali siciliani                   | —                                                    | Interno       | Province      | Province      | Province      | Interno       |